# (31605) Braschi
(31605) Braschi ist ein Asteroid des mittleren Hauptgürtels, der am 10. April 1999 von den italienischen Astronomen Maura Tombelli und Andrea Boattini am Osservatorio di Montelupo (Sternwarten-Code 108) in der Gemeinde Montelupo Fiorentino in der Provinz Florenz in der Region Toskana entdeckt wurde.
Der Asteroid ist nach der italienischen Schauspielerin Nicoletta Braschi (* 1960) benannt, die in der vielfach ausgezeichneten Tragikomödie Das Leben ist schön mitspielte und 1998 den italienischen Filmpreis David di Donatello als beste Nebendarstellerin für ihre Rolle in Ovosodo erhielt. Die Benennung erfolgte am 23. Mai 2005.